# Frank Rexroth

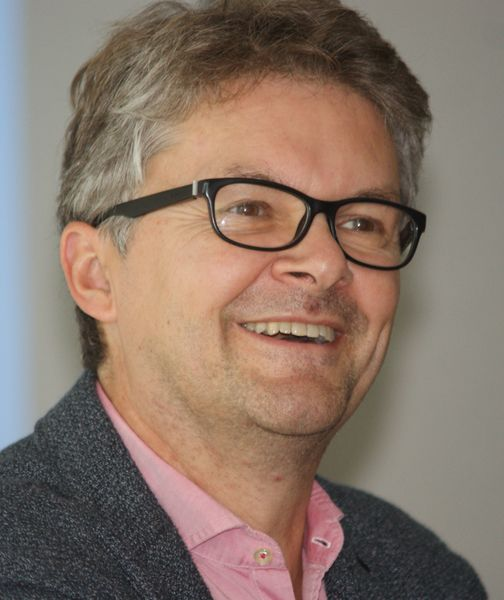
Frank Rexroth, Foto von Werner Maleczek, 2018

Frank Rexroth (* 4. Oktober 1960 in Kork (Baden)) ist ein deutscher Historiker.
Rexroth lehrt seit 2000 als Professor für Mittlere und Neuere Geschichte an der Georg-August-Universität Göttingen. Er trat in der Fachwelt vor allem mit Arbeiten zur europäischen Universitätsgeschichte und zu Obrigkeiten und Randgruppen im spätmittelalterlichen London hervor. In seinen Forschungen behandelte er mehrfach spätmittelalterliche sozialgeschichtliche Themen.

## Leben
Frank Rexroth studierte ab 1980 die Fächer Geschichte und Deutsch auf Lehramt an der Albert-Ludwigs-Universität Freiburg. Im Jahr 1986 erfolgte das Erste Staatsexamen für das Lehramt an Gymnasien. Rexroth wurde 1988 in Freiburg i. Br. promoviert mit einer von Michael Borgolte betreuten Arbeit zu einem Thema der spätmittelalterlichen Universitätsgeschichte. Von 1989 bis 1991 war er Wissenschaftlicher Mitarbeiter am Deutschen Historischen Institut London. Von 1992 bis 1998 war Rexroth Hochschulassistent von Michael Borgolte am Institut für Geschichtswissenschaften der Humboldt-Universität zu Berlin. Dort erfolgte 1998 seine Habilitation mit der Arbeit Das Milieu der Nacht. Obrigkeit und Randgruppen im spätmittelalterlichen London. Im Jahr 1999 lehrte er als Professor für Geschichte des späten Mittelalters und der frühen Neuzeit an der Universität Bielefeld.
Seit 2000 lehrt Rexroth als Professor für Mittlere und Neuere Geschichte als Nachfolger von Hartmut Boockmann an der Georg-August-Universität Göttingen. Seit 2004 ist er ordentliches Mitglied der Akademie der Wissenschaften zu Göttingen. Berufungen zum Direktor am Max-Planck-Institut für Geschichte, Göttingen, (2004) und zum Professor für Allgemeine Geschichte unter besonderer Berücksichtigung des hohen und späten Mittelalters an der Universität Bielefeld (2008) lehnte er ab. Von September 2016 bis Juli 2017 hatte er als Fellow einen Forschungsaufenthalt am Institute for Advanced Study, in Princeton. Von April 2020 bis März 2022 war er Dekan der Philosophischen Fakultät der Universität Göttingen. Im September und Oktober 2022 war er Visiting Fellow am Trinity College Dublin. Seit 1. April 2025 ist er Vizepräsident der Niedersächsischen Akademie der Wissenschaften zu Göttingen.

## Forschungsschwerpunkte

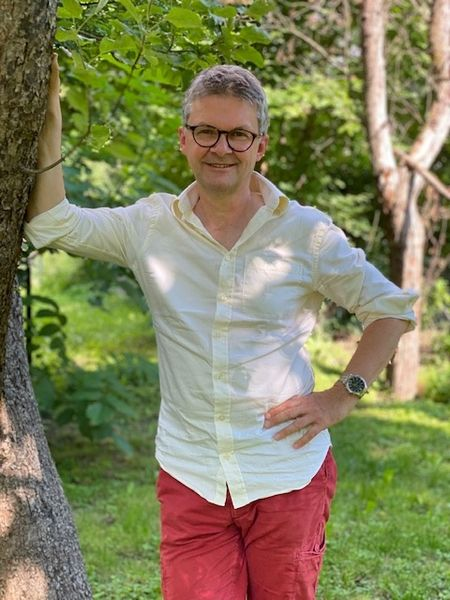
Frank Rexroth, 2020

Seine Forschungsschwerpunkte sind die Kulturgeschichte von Gelehrten im Mittelalter, die Geschichte mittelalterlicher Expertenkulturen, die Sozialgeschichte europäischer Gesellschaften in komparatistischer Perspektive, die Rituale und Ritualismus, die Mittelalterliche Stadtgeschichte als Gruppengeschichte, die Freundschaft und Verwandtschaft als historische Beziehungssysteme, die deutsche Geschichte und die Geschichte Englands. Rexroth ist seit 2020 Mitherausgeber der Historischen Zeitschrift.
In seiner komparatistisch angelegten Dissertation analysierte er anhand von vier Fallstudien (Prag, Wien, Heidelberg und Köln) sowie der missglückten Gründung des Deutschordensstaats Preußen in Kulm universitäre Stiftungssituationen. Er möchte den „komplexen interaktiven Prozeß“ der Universitätsgründung verständlich machen, an dem verschiedene soziale Gruppen (Hochadel, städtische Bürgerschaft und lokaler Klerus) teilhatten, die jeweils eigene Interessen bei der Inauguration der Universitäten verfolgten. Er vertritt darin den Standpunkt, „daß die rechtshistorische Definition der Stiftung, die einseitig auf die materielle Versorgung der Anstalten ausgelegt ist, zur Charakterisierung der Fälle nicht ausreicht“. Damit greift er Überlegungen seines akademischen Lehrers Michael Borgolte auf. Seine Habilitationsschrift befasst sich mit dem Spannungsverhältnis von städtischer Obrigkeit und sozialen Randgruppen in London zwischen 1338 und 1445. Die Arbeit besteht aus zwei großen Teilen. Im ersten Teil Der Wandel der Denkformen im 14. Jahrhundert führt Rexroth aus, dass der Anlass für ausgrenzende Maßnahmen der Ausbruch des Hundertjährigen Krieges 1338, die Große Pest 1348/49 sowie die Verfassungskrise von 1376 bis 1384 waren. Diese drei Ereignisse haben zu einem historischen Wandel geführt. Im zweiten Teil Institutionen an der Grenze zum Milieu im 15. Jahrhundert befasst sich der Verfasser mit den Bezirksversammlungen, der Armenfürsorge sowie der städtischen Gerichtsbarkeit. Diese drei Einrichtungen haben seiner Sichtweise nach die Ausgrenzung und Statusdegradierung der Randgruppen verfestigt. Er veröffentlichte 2005 auf 114 Seiten eine Darstellung über 700 Jahre deutscher Geschichte im Mittelalter. Darin geht er der Frage nach einem „deutschen“ Mittelalter und einer „deutschen“ Geschichte im Mittelalter nach. Außerdem fragt er nach den „Wechselwirkungen zwischen dem Politischen und den anderen Räumen menschlicher Kommunikation: dem Wirtschaften und der Religion, der Rechtspraxis und der institutionalisierten Wissenschaft“.
Rexroth befasste sich in verschiedenen Beiträgen mit historischen Meistererzählungen. Rexroth stellte mit Patrick J. Geary, Walter Pohl, Klaus Grubmüller und Thomas Haye die Meistererzählungen vom Mittelalter im September 2004 auf dem Kieler Historikertag vor. Die Beiträge der Sektionen mit weiteren Studien von Oliver Huck und Michail A. Bojcov gab Rexroth 2007 in einem Sammelband heraus. Rexroth möchte den Begriff der Meisterzählung als „Werkzeug für die wissenschaftliche Beschäftigung mit der Praxis der Geschichtsschreibung“ präzisieren und damit der überwiegenden polemischen Benutzung des Begriffes als rhetorisches „Kampfinstrument“ öffentlicher und fachwissenschaftlicher Debatten etwas entgegenhalten. Er will dabei eine „transdisziplinäre Auseinandersetzung mit der Praxis des wissenschaftlichen Erzählens“ anstoßen.
Rexroth initiierte 2006 eine Herbsttagung des Konstanzer Arbeitskreises für mittelalterliche Geschichte auf der Insel Reichenau über die Kulturgeschichte der Gelehrten im späten Mittelalter. Die Beiträge gab Rexroth 2010 heraus. Mit Jörg Rogge und Martin Kintzinger organisierte er im Herbst 2009 eine Reichenau-Tagung des Konstanzer Arbeitskreises für mittelalterliche Geschichte zu Bedeutung von Gewalt und Widerstand für die politische Kultur des späten Mittelalters. Die Ergebnisse der Tagung erschienen 2015.
Am 18. Oktober 2012 hielt er an der Universität Bern auf Einladung von Christian Hesse und Michael Stolz eine Maria-Bindschedler-Gastvorlesung. Er veröffentlichte 2018 eine Darstellung über die Scholastik im Zeitraum vom letzten Drittel des 11. Jahrhunderts bis zur Gründung der Universitäten (ca. 1070 bis 1250). Er vertritt in dieser Darstellung die These, dass in „Europa seit den 1070er-Jahren und innerhalb weniger Jahrzehnte eine Form von Wissen entstanden ist, die man überhaupt erst sinnvollerweise als wissenschaftliches Wissen bezeichnen kann“. Die Darstellung erschien 2023 in aktualisierter Form in Englisch. Anknüpfend an sein Werk zur Frühscholastik vertritt er in einem 2021 veröffentlichten Aufsatz die These, dass nicht erst der Renaissance-Humanismus, sondern das Jahrhundert von ca. 1050 bis ca. 1150 den Typus des weltabgewandten und unangepassten Gelehrten hervorgebracht habe.
Für seine Forschungen wurden Rexroth zahlreiche wissenschaftliche Ehrungen und Mitgliedschaften zugesprochen. Für Veröffentlichungen junger Wissenschaftler auf dem Gebiet „Wissenschafts- und Bildungsgeschichte“ erhielt er den Heinz-Maier-Leibnitz-Preis der Deutschen Forschungsgemeinschaft (1992) sowie für seine Habilitationsschrift den Preis des Verbandes der Historiker Deutschlands für hervorragende Leistungen des wissenschaftlichen Nachwuchses (1998). Rexroth ist Mitglied und war stellvertretender Vorsitzender im renommierten Konstanzer Arbeitskreis für mittelalterliche Geschichte. Rexroth ist Mitglied in der Historischen Kommission für Niedersachsen und Bremen. Von 2008 bis 2009 war er Fellow des Berliner Wissenschaftskollegs. Er war Mitglied in der Zentraldirektion der Monumenta Germaniae Historica und im Kuratorium des Historischen Kollegs.

## Schriften (Auswahl)
Monographien
- Fröhliche Scholastik. Die Wissenschaftsrevolution des Mittelalters. 2., durchgesehene Auflage. Beck, München 2019, ISBN 978-3-406-72521-0.
  - Knowledge True and Useful. A Cultural History of Early Scholasticism (The Middle Ages Series). University of Pennsylvania Press, Philadelphia 2023, ISBN 978-1-5128-2470-4.
- Deutsche Geschichte im Mittelalter (= Beck’sche Reihe. Bd. 2307). 3. durchgesehene Auflage. Beck, München 2012, ISBN 978-3-406-48007-2.
- Das Milieu der Nacht. Obrigkeit und Randgruppen im spätmittelalterlichen London (= Veröffentlichungen des Max-Planck-Instituts für Geschichte. Bd. 153). Vandenhoeck & Ruprecht, Göttingen 1999, ISBN 3-525-35470-3 (Zugleich: Berlin, Humboldt-Universität, Habilitations-Schrift, 1997).
  - Deviance and Power in Late Medieval London. Translated by Pamela E. Selwyn. Cambridge University Press, Cambridge 2007, ISBN 978-0-521-84730-8 (aktualisierte englische Übersetzung von Das Milieu der Nacht).
- Deutsche Universitätsstiftungen von Prag bis Köln. Die Intentionen des Stifters und die Wege und Chancen ihrer Verwirklichung im spätmittelalterlichen deutschen Territorialstaat (= Archiv für Kulturgeschichte. Bd. 34). Böhlau, Köln u. a. 1992, ISBN 3-412-06989-2 (Zugleich: Freiburg, Universität, Dissertation, 1988).

Herausgeberschaften
- mit Marian Füssel, Inga Schürmann: Praktiken und Räume des Wissens. Expertenkulturen in Geschichte und Gegenwart. Vandenhoeck & Ruprecht, Göttingen 2019, ISBN 978-3-525-37073-5.
- mit Jörg Rogge, Martin Kintzinger: Gewalt und Widerstand in der politischen Kultur des späten Mittelalters (= Konstanzer Arbeitskreis für Mittelalterliche Geschichte. Vorträge und Forschungen. Bd. 80). Thorbecke, Ostfildern 2015, ISBN 978-3-7995-6880-7 (online).
- mit Martin Mulsow: Was als wissenschaftlich gelten darf. Praktiken der Grenzziehung in Gelehrtenmilieus der Vormoderne (= Campus Historische Studien. Bd. 70). Campus Verlag, Frankfurt u. a. Main 2014, ISBN 978-3-593-50078-2.
- mit Björn Reich, Matthias Roick: Wissen, maßgeschneidert. Experten und Expertenkulturen im Europa der Vormoderne (= Historische Zeitschrift, Beihefte. Neue Folge, Bd. 57). Oldenbourg, München 2012, ISBN 978-3-486-71634-4.
- Beiträge zur Kulturgeschichte der Gelehrten im späten Mittelalter (= Konstanzer Arbeitskreis für Mittelalterliche Geschichte. Vorträge und Forschungen. Bd. 73). Thorbecke, Ostfildern 2010, ISBN 978-3-7995-6873-9 (online).
- mit Wolfgang Huschner: Gestiftete Zukunft im mittelalterlichen Europa. Festschrift für Michael Borgolte zum 60. Geburtstag. Akademie-Verlag, Berlin 2008, ISBN 3-05-004475-6.
- Meistererzählungen vom Mittelalter. Epochenimaginationen und Verlaufsmuster in der Praxis mediävistischer Disziplinen (= Historische Zeitschrift. Bd. 46). Oldenbourg, München 2007, ISBN 3-486-64450-5.